# Friede von Badajoz (1801)
Der Friede von Badajoz wurde am 6. Juni 1801 geschlossen und beendete den Orangen-Krieg zwischen den Alliierten Spanien und Frankreich und dem Gegner Portugal. Portugal musste der Abtretung der Stadt Olivença (span.: Olivenza) an Spanien, der Abtretung von Teilen Nord-Brasiliens an Frankreich (Französisch-Guayana) und der Schließung seiner Häfen für britische Schiffe zustimmen und eine Zahlung von 25 Mio. Franc leisten.

## Hintergrund und Bestimmungen
Portugal hatte als treuester Verbündeter Großbritanniens im Kampf der Zweiten Koalition gegen Frankreich den Unwillen der französischen Regierung erregt, weshalb schon das Direktorium den Madrider Hof aufforderte, entweder einer französischen Armee den Durchgang durch das spanische Gebiet nach Portugal zu gestatten oder selbst Portugal in Besitz zu nehmen. Beides wurde verweigert. Als jedoch Pedro Cevallos, ein Verwandter des Frankreich unbedingt ergebenen Friedensfürsten Manuel de Godoy, Außenminister geworden war, stimmte König Karl IV. auf nachdrückliches Verlangen des französischen Gesandten Lucien Bonaparte zu, gegen sein Nachbarland vorzugehen.
Am 18. Februar 1801 erklärte Spanien Portugal den Krieg. Die spanische Armee setzte sich unter der Leitung Godoys jedoch nicht eher gegen Portugal in Bewegung, als bis ein französisches Heer unter Leclerc im April die Pyrenäen überschritten hatte. Fast ohne Widerstand drangen die Spanier in Portugal ein. Olivença und fünf weitere Städte öffneten ihnen im Zeitraum vom 20. Mai bis 6. Juni die Tore, während eine andere französisch-spanische Truppenabteilung den Duero überschritt und nach Porto zog, um sich der dortigen britischen Warenvorräte zu bemächtigen. Nun erklärte der Lissaboner Hof seine Bereitschaft, den Engländern die Häfen Portugals zu versperren. Hierauf schloss Godoy am 6. Juni 1801 in Badajoz mit Portugal einen Frieden ab, in dem Portugal seine sämtlichen Besitzungen garantiert wurden, wogegen es Olivença und dessen Gebiet an der Guadiana an Spanien abtrat und sich in einem Geheimartikel zu einer Reparationszahlung von 8 Millionen Talern verpflichtete. Nun schloss auch Frankreich am 29. September 1801 mit Portugal Frieden, durch den es vorteilhaftere Handelsbedingungen und einige an Französisch-Guayana angrenzende Teile des portugiesischen Brasiliens erhielt. In der Folge erkannte zwar der Wiener Kongress die Rückgabe Olivenças an Portugal an; aber trotz dieses Beschlusses (105. Artikel der Wiener Kongress-Akte) behielt Spanien die Stadt.